# Západní Německo na Zimních olympijských hrách 1976
Západní Německo na Zimních olympijských hrách 1976 reprezentovalo 87 sportovců (67 mužů a 20 žen) v 10 sportech.

## Medailisté
| Medaile | Jméno | Sport              | Disciplína        |
| ------- | --- | ------------------ | ----------------- |
| Zlato   | Rosi Mittermaierová | Alpské lyžování    | Ženy sjezd        |
| Zlato   | Rosi Mittermaierová | Alpské lyžování    | Ženy slalom       |
| Stříbro | Rosi Mittermaierová | Alpské lyžování    | Ženy giant slalom |
| Stříbro | Wolfgang Zimmerer Manfred Schumann | Boby               | Dvojbob           |
| Stříbro | Josef Fendt | Saně               | Muži jednotlivci  |
| Stříbro | Hans Brandner Balthasar Schwarm | Saně               | Muži dvojice      |
| Stříbro | Urban Hettich | Severská kombinace | Muži jednotlivci  |
| Bronz   | Wolfgang Zimmerer Peter Utzschneider Bodo Bittner Manfred Schumann | Boby               | Čtyřbob           |
| Bronz   | Erich Weißhaupt Anton Kehle Rudolf Thanner Josef Volk Udo Kießling Stefan Metz Klaus Auhuber Ignaz Berndaner Rainer Phillip Lorenz Funk Wolfgang Boos Ernst Köpf Ferenc Vozar Walter Koberle Erich Kühnhackl Alois Schloder Martin Hinterstocker Franz Reindl | Lední hokej        | Turnaj mužů       |
| Bronz   | Elisabeth Demleitner | Saně               | Ženy jednotlivci  |